# Don Stewart (Musiker)
Donald „Don“ Stewart (* 8. Januar 1935 in Illinois; † 3. Januar 2022) war ein US-amerikanischer Musiker (Klarinette, auch Saxophon, Flügelhorn, Bassetthorn), Arrangeur und Komponist.

## Leben und Wirken
Stewart, der aus Nord-Illinois stammte, studierte an der Indiana University bei Roy Harris und Bernhard Heiden, später bei Gunther Schuller an der Manhattan School of Music. Als Musiker arbeitete viele Jahre in New York City. Dabei trat er ab 1959 in verschiedenen Third-Stream-Aufnahmen unter der Leitung Schullers und dem Orchestra U.S.A. in Erscheinung; so war er auch an John Lewis’ Album Essence beteiligt. Außerdem begleitete er mit Joe Farrell (Flöte), Don Ashworth (Oboe), Eddie Daniels (Klarinette) und Wally Kane (Fagott) das Modern Jazz Quartet bei einer unveröffentlicht gebliebenen Aufnahme („Sascha's Fugue/Little David's Fugue“). Im Bereich des Jazz war er laut Tom Lord zwischen 1959 und 1963 an sechs Aufnahmesessions beteiligt. In dieser Zeit war er auch als Saxophonist an einer Session mit Perry Robinson, Sandy Schmidt, Nico Bunink, John Eckert, David Baker, Mona Neves und Bob Fuhlrodt beteiligt. In den 1970er-Jahren gehörte er dem Boehm Quintette (mit Sheryl Henze, Flöte, Phyllis Bohl, Oboe, Josef Anderer, Horn, und Matthew Shubin, Fagott) an.
Ab 1959 begann sich Stewart neben seiner Tätigkeit als Musiker auch als Arrangeur und Komponist zu betätigen; seine Musik leitet sich von zeitgenössischen Strömungen wie dem Serialismus und dem Jazz, ist aber zu einem großen Teil auch Stilen der Klassischen Musik verwurzelt. Ab 1969 lebte Stewart in Tunbridge, Vermont. Er gründete den Musikverlag Trillenium Music Company, die Aufführungsausgaben klassischer und neuer Musik unter Verwendung des computergestützten Notationssystems Score anbot. 1993 erhielt er von der Music Publishers Association den Paul Revere Award for Graphic Excellence. Er war in dieser Rolle auch an On the Twentieth Century (1993) von Wynton Marsalis beteiligt.

## Kompositionen
- Seven Little Etudes for Orchestral Woodwind Section, Op. 23.
- A Book of Sliding Things for Eight Trombones, Op. 31.
- Gesualdo Stanzas for Flute/Piccolo, 5 Saxophones, 4 Trumpets, 4 Trombones, Guitar, Piano, Bass and Drums, Op. 32.
- August Lions for Youth Orchestra, Op. 16.
- Piccolo Concerto Op. 11.
- First Blue Symphony for Large Orchestra, Op. 27.
- Second Quintet for Winds, Op. 30.
- The Song of Arion for Harp and Wind Quintet, Op. 26.
- Short Sonata for Alto Sax and Piano, Op. 14.
- S.Q.Encoded for Saxophone Quartet, Op. 15.
- First Sonata for Horn and Piano, Op. 19.
- String Quartet No. 1, Op. 2.
- Second Quartet for String Quartet, Op. 25.
- Burke Mountain Buttercup for Flute, Clarinet, and Two Cellos, Op. 10.
- Brass Quintet, Op. 6.